# 2. divisjon 2021 (football americano norvegese)
La 2. divisjon 2021 è la 5ª edizione del campionato di football americano di terzo livello, organizzato dalla NAIF.

## Squadre partecipanti
| Club                      | Città        | Stadio | Sponsor ufficiale | Risultato nella stagione 2020 |
| ------------------------- | ------------ | ------ | ----------------- | ----------------------------- |
| Åsane Seahawks            | Bergen       |        |                   |                               |
| Kristiansand Gladiators 2 | Kristiansand |        |                   |                               |
| Lura Bulls                | Sandnes      |        |                   |                               |
| Oslo Vikings 2            | Oslo         |        |                   |                               |

## Stagione regolare

### Calendario

#### 1ª giornata
| Kristiansand 4 settembre 2021, ore 14:00 | Kristiansand Gladiators 2 | 46 – 34 referto | Åsane Seahawks | Karuss |

#### 2ª giornata
| Oslo 18 settembre 2021, ore 15:00 | Oslo Vikings 2 | 14 – 38 referto | Kristiansand Gladiators 2 | Frogner Stadion |

#### 3ª giornata
| Lura 25 settembre 2021, ore 14:00 | Lura Bulls | 0 – 37 referto | Åsane Seahawks |  |

#### 4ª giornata
| Kristiansand 3 ottobre 2021, ore 14:00 | Kristiansand Gladiators 2 | 24 – 0 referto | Lura Bulls | Karuss |

#### 5ª giornata
| Åsane 9 ottobre 2021, ore 13:00 | Åsane Seahawks | 35 – 36 referto | Oslo Vikings 2 | Rollan |

#### 6ª giornata
| Lura 23 ottobre 2021, ore 13:00 | Lura Bulls | 20 – 38 referto | Oslo Vikings 2 |  |

#### 7ª giornata
| Åsane 30 ottobre 2021, ore 15:00 | Åsane Seahawks | - – - (annullata) referto | Lura Bulls | Rollan |

### Classifica
La classifica della regular season è la seguente:
- PCT = percentuale di vittorie, G = partite giocate, V = partite vinte,  P = partite perse, PF = punti fatti, PS = punti subiti

| Pos. | Squadra                   | PCT   | G | V | N | P | PF  | PS |
| ---- | ------------------------- | ----- | - | - | - | - | --- | -- |
| 1    | Kristiansand Gladiators 2 | 1.000 | 3 | 3 | 0 | 0 | 108 | 48 |
| 2    | Oslo Vikings 2            | .667  | 3 | 2 | 0 | 1 | 88  | 93 |
| 3    | Lura Bulls                | .000  | 3 | 0 | 0 | 3 | 20  | 99 |
| 4    | Åsane Seahawks            | .333  | 3 | 1 | 0 | 2 | 106 | 82 |

## Verdetti
- Kristiansand Gladiators 2 vincitori della 2. divisjon 2021